# Frieda Wunderlich
Frieda Wunderlich (geboren am 8. November 1884 in Charlottenburg; gestorben am 9. Dezember 1965 in East Orange, New Jersey) war eine deutsche Wirtschaftswissenschaftlerin und Soziologin, Hochschullehrerin und Politikerin (DDP, DStP).

## Leben und Beruf
Frieda Wunderlich war eine Tochter des Kaufmanns David Wunderlich und der Rosa Askanazy, ihre 1898 geborene Schwester Eva Wunderlich wurde Literaturwissenschaftlerin. Nach dem Schulbesuch nahm sie ein Studium der Wirtschaftswissenschaften an der Albert-Ludwigs-Universität Freiburg auf, das sie 1919 mit der Promotion (summa cum laude) zum Dr. phil. (Dissertation: Hugo Münsterbergs Bedeutung für die Nationalökonomie, veröffentlicht 1920) abschloss. Anschließend lehrte sie als Dozentin an der Handelshochschule Berlin und verfasste ihre Habilitationsschrift. Im Juli 1930 erhielt sie einen Ruf als Professorin für Soziologie und Sozialpolitik an das Staatliche Berufspädagogische Institut in Berlin.
Darüber hinaus war sie von 1923 bis 1933 (als Nachfolgerin von Ignaz Jastrow) Herausgeberin der Berliner Wochenzeitung Soziale Praxis, in der sie zahlreiche Artikel über arbeits- und sozialpolitische Themen veröffentlichte. 1924/25 wirkte sie zudem als Richterin am Obersten Sozialversicherungsgericht.
Im Jahr 1933 emigrierte sie in die Vereinigten Staaten, nachdem sie einen Ruf als Professorin an die neu gegründete New School for Social Research in New York City erhalten hatte. Im Anschluss lehrte sie bis 1954 an der Graduate Faculty of Political and Social Science of the New School (University in Exile). Nach dem Tode von Emil Lederer 1939 wurde sie als erste Frau Dekanin einer US-amerikanischen Universitätsfakultät.
Neben ihrem akademischen Beruf publizierte sie zahlreiche sozialpolitische Werke.

## Politische Tätigkeit
Frieda Wunderlich trat in die DDP ein, aus der 1930 die Deutsche Staatspartei (DStP) hervorging.
Sie war von 1925 bis 1933 Stadtverordnete in Berlin. Vom 19. März 1930, als sie für den verstorbenen Abgeordneten Reinhold Otto nachrückte, bis 1932 war sie Mitglied des Preußischen Landtages. Im Parlament beschäftigte sie sich vornehmlich mit sozialen Fragen und mit der Arbeitsmarktpolitik.

## Schriften (Auswahl)
- Handbuch der Kriegsfürsorge (Hrsg. Nationaler Frauendienst), 1916
- Hugo Münsterbergs Bedeutung für die Nationalökonomie, 1920
- Die Bekämpfung der Arbeitslosigkeit in Deutschland, 1925
- Produktivität, Jena 1926
- Kampf um die Sozialversicherung, 1930
- Versicherung und Fürsorge, 1930
- Labor under German Democracy, 1940
- British Labor and the War, 1941
- German Labor Courts, 1947
- Farm Labor in Germany, 1960